# Даріо Сеговія
Даріо Сеговія (ісп. Darío Segovia, 18 березня 1932 — 20 січня 1994) — парагвайський футболіст, що грав на позиції захисника за клуб «Соль де Америка», а також національну збірну Парагваю.

## Клубна кар'єра
Грав за команду «Соль де Америка». 

## Виступи за збірну
1955 року дебютував в офіційних матчах у складі національної збірної Парагваю. Протягом кар'єри у національній команді, яка тривала 5 років, провів у її формі 9 матчів.
Був у заявці збірної на чемпіонат світу 1958 року у Швеції, однак на поле в іграх світової першості не виходив.
Помер 20 січня 1994 року на 62-му році життя.